# はくちょう座パイ1星
はくちょう座π1星 (はくちょうざパイ1せい、π1 Cyg / π1 Cygni) は、はくちょう座の方角にある恒星で5等星。B型のスペクトルを持つ巨星で、連星系を成している。

## 名称
固有名のAzelfafageは、アラビア語で「亀」を意味する al-sulaḥfāt に由来する。これは、こと座γ星と同じ由来である。中世にラテン語訳された際に Azelfage とされ、誤ってはくちょう座の名前とされた。後に転訛して Azelfafage となり、π1星の名前とされた。2016年9月12日、国際天文学連合の恒星の固有名に関するワーキンググループは、Azelfafageをはくちょう座π星の固有名として正式に承認した。